# Orangenbitter
Orangenbitter (engl. Orange Bitters) ist ein Würzbitter mit dem Aroma von Orangenschalen zur Aromatisierung von Cocktails.

## Zusammensetzung und Verwendung
Orangenbitter besteht aus Extrakten von Orangen- oder Pomeranzenschalen und ggf. weiteren Zitrusfrüchten, Wasser, ggf. Zucker und Alkohol sowie Gewürzen wie Nelke, Koriander, Kardamom, Enzianwurzel und Piment. Zusammensetzung und Geschmack unterscheiden sich allerdings deutlich je nach Hersteller, der Alkoholgehalt kommerziell vertriebener Produkte liegt in der Regel bei etwa 40 % vol. Orangenbitter werden wie alle Würzbitter meist nur tropfenweise oder als Dash (Spritzer) dosiert, um einen Cocktail geschmacklich abzurunden. 

## Geschichte
Bis in die 1950er Jahre waren Orangenbitter in zahlreichen Variationen von einer Vielzahl von Herstellern erhältlich, von denen allerdings nur wenige den allgemeinen Niedergang der Cocktailbitters in der Zeit nach der Alkoholprohibition in den Vereinigten Staaten (1919–1933) überlebten. Über viele Jahre war dort der seit 1951 produzierte West Indian Orange Bitters der 1863 gegründeten Firma Fee Brothers aus Rochester (New York) der einzige verfügbare Orangenbitter und neben Angosturabitter auch der einzige überhaupt verwendete Bitter in vielen Bars. Die Situation änderte sich Ende der 1990er Jahre, als sich Barkeeper wie Dale DeGroff (Rainbow Room, New York) verstärkt auf klassische und in Vergessenheit geratene Cocktailrezepte aus dem 19. Jahrhundert besannen. Gary und Mardee Regan, Autoren zahlreicher Bücher über Cocktails und Spirituosen, konnten für alte Rezepturen jedoch keinen geeigneten Orangenbitter finden und begannen mit eigenen Experimenten, die auf einer Rezeptur des Buches The Gentleman's Companion von Charles H. Baker Jr. aus dem Jahre 1939 basierten. 1998 veröffentlichten sie ihren Regan's Orange Bitters No. 4, 2003 eine Rezeptur für den verbesserten Nachfolger No. 5. Seit 2005 wird Regan's Orange Bitters No. 6 auch kommerziell vertrieben. Ein Jahr später begann in München die Manufaktur The Bitter Truth mit der Produktion eines Orangenbitters, der inzwischen auch exportiert wird. Zahlreiche weitere Gründungen von Bitters-Herstellern vor allem in den Vereinigten Staaten folgten. Neben The Bitter Truth ist auf dem deutschen Markt auch ein Orangenbitter der Marke Riemerschmid erhältlich.